# Kisbárkány
Kisbárkány is een plaats (község) en gemeente in het Hongaarse comitaat Nógrád. Kisbárkány telt 250 inwoners (2001).

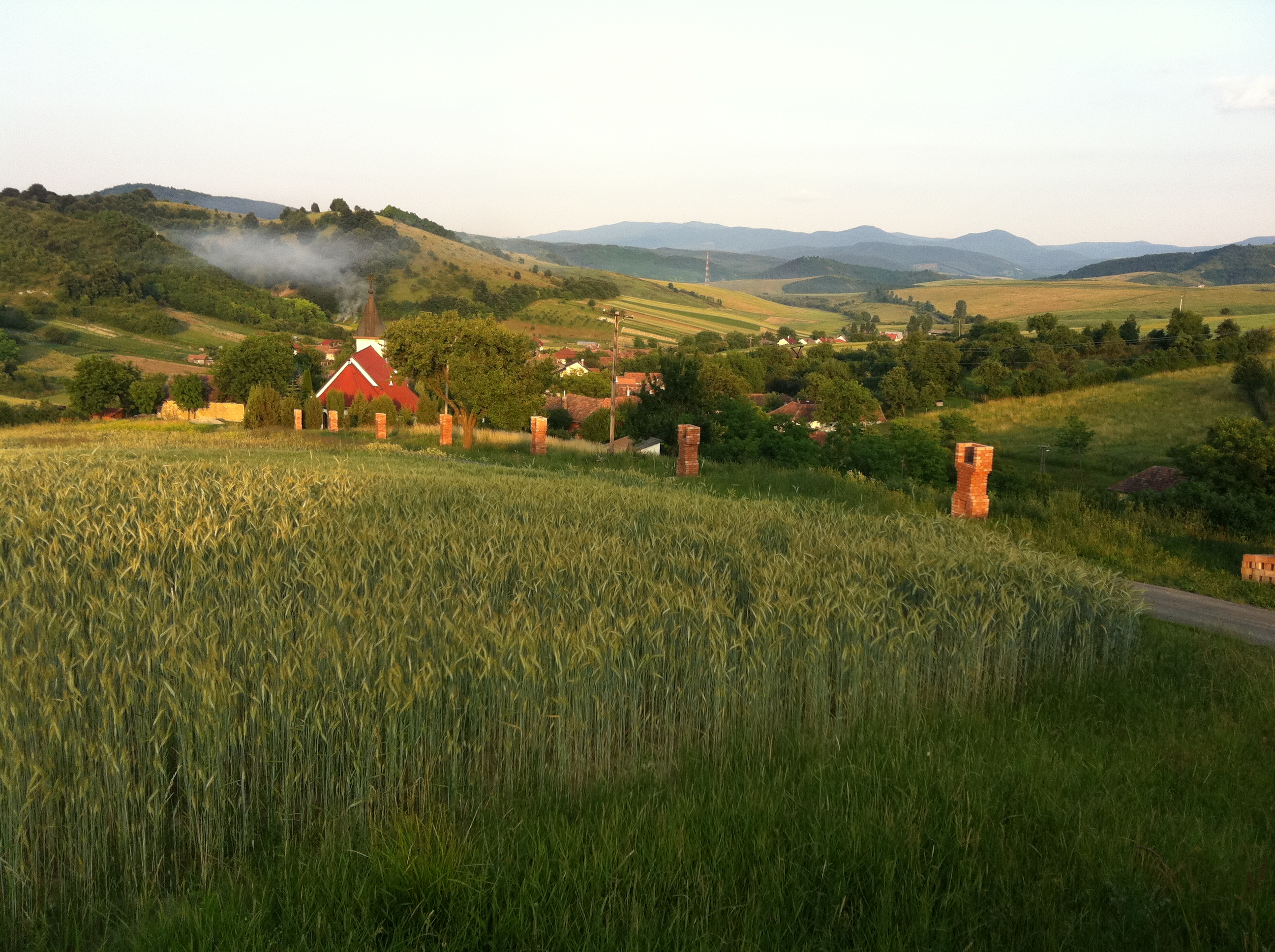
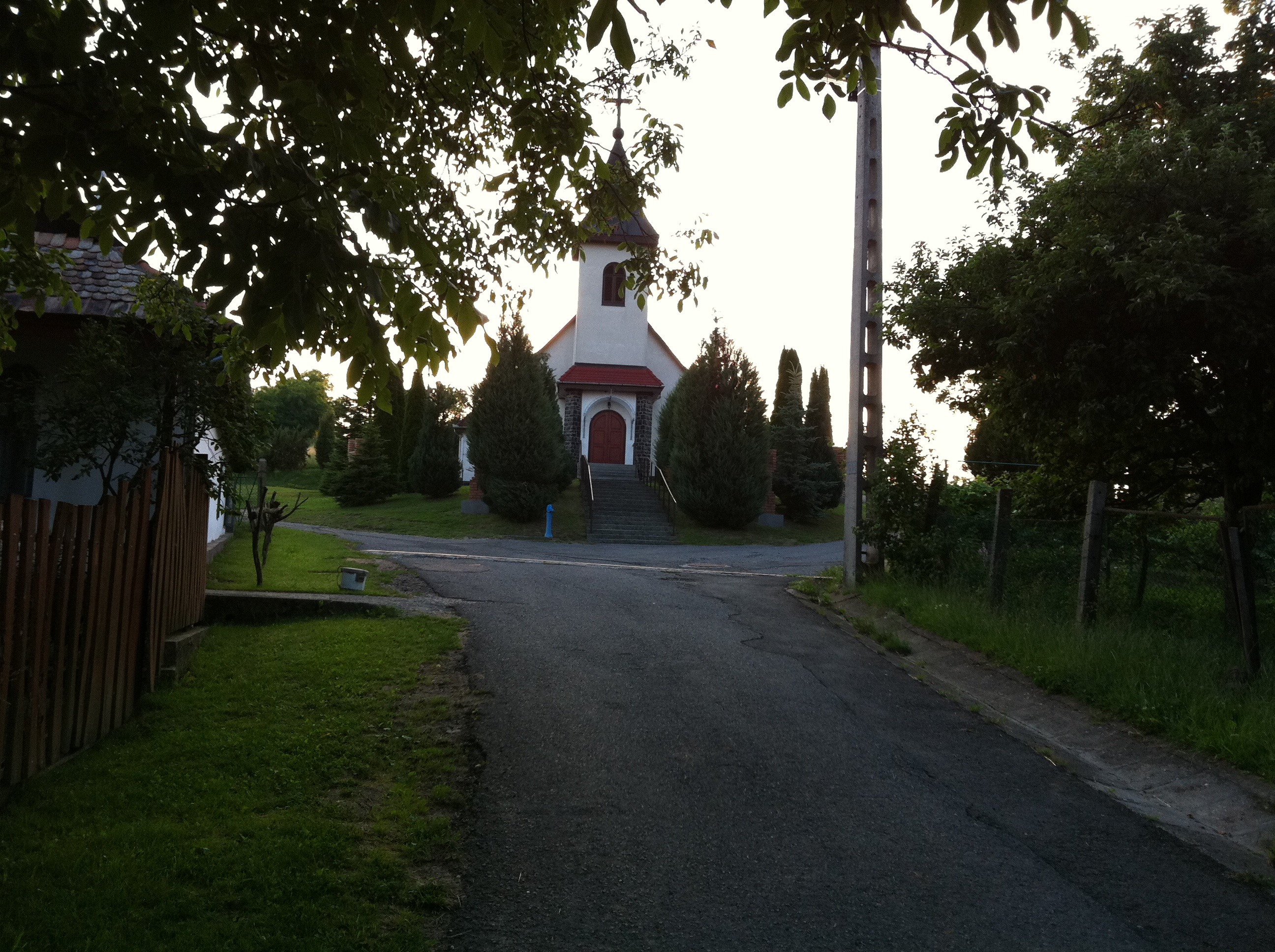